# جبل نقار خانه
جبل نقار خانه أو جبل طبرک هي اسم جبل في الري حيث توجد العديد من القطع الأثرية القديمة، يمكننا أشار بها إلى قلعة طبرک وبرج نقار خانه وقبة فخر الدولة.

## معرض الصور

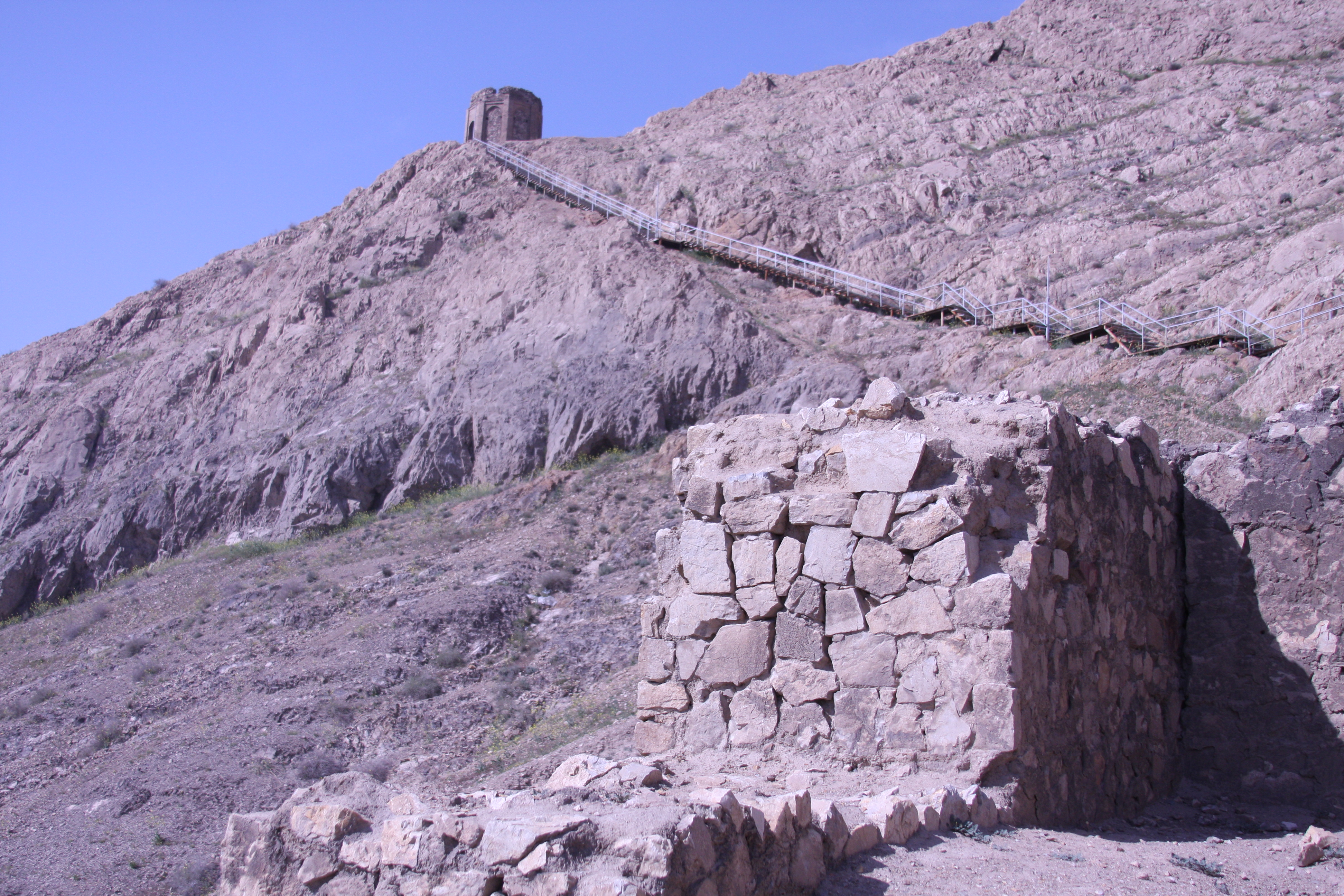
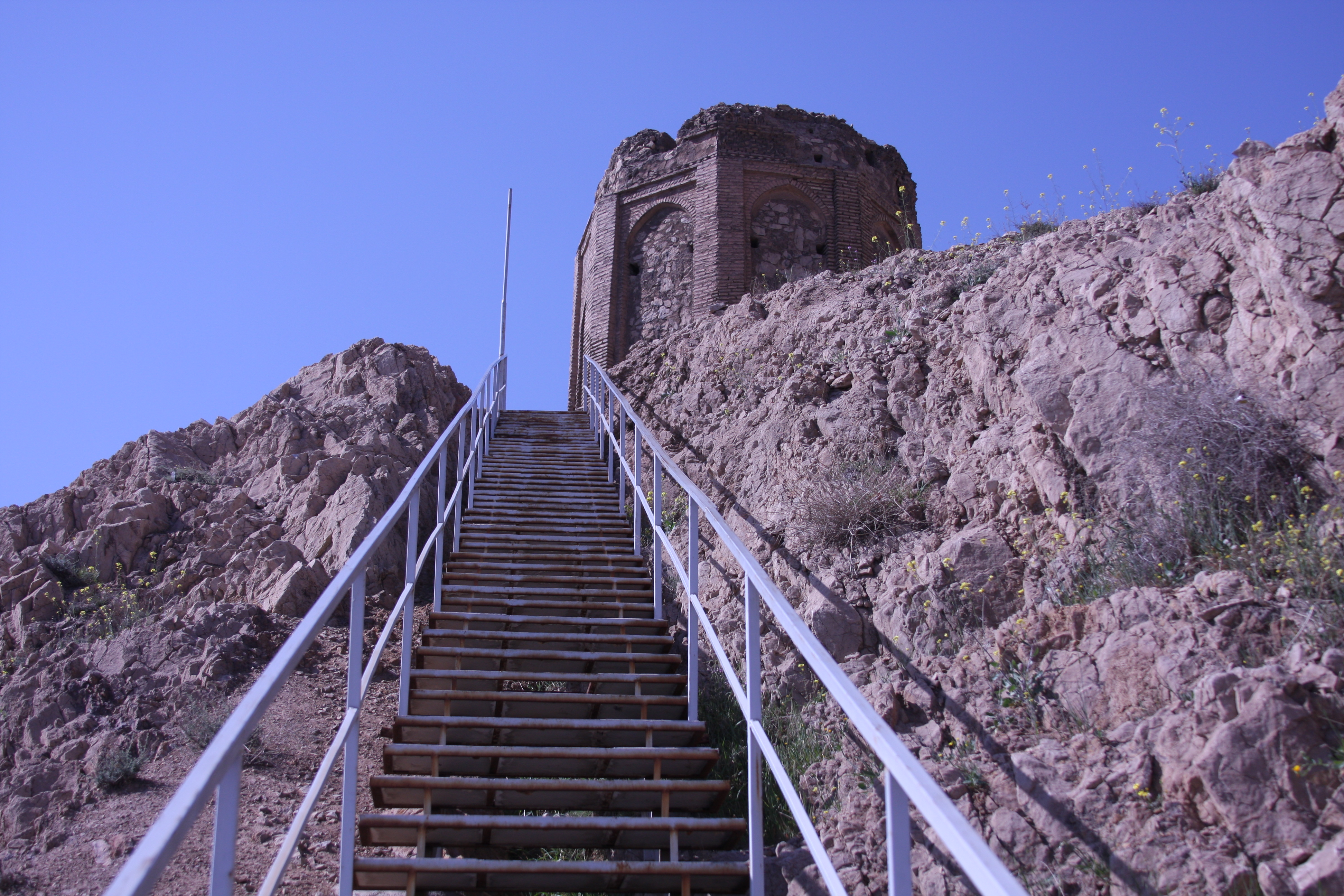
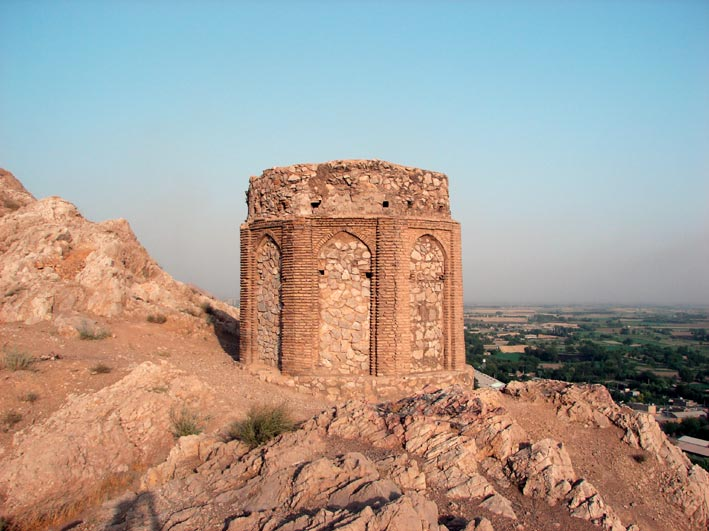
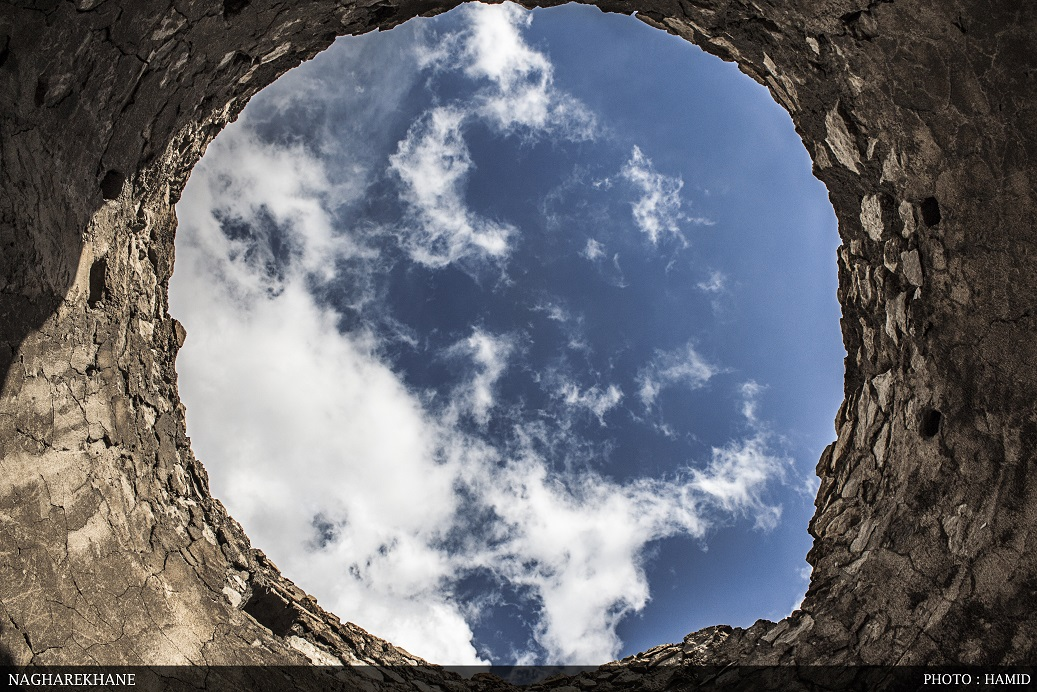